# 韋塞萊 (克拉斯諾皮利亞市鎮)
50°41′18″N 35°12′28″E / 50.68833°N 35.20778°E
韋塞萊（烏克蘭語：Веселе）是位於烏克蘭東北部的村莊，由部蘇梅州蘇梅區的克拉斯諾皮利亞市鎮負責管轄。該村處於傑爾諾瓦河右岸，距離洛佐韋2公里，海拔高度154米，2001年人口160。